# Nymphula seriopunctalis
Nymphula seriopunctalis là một loài bướm đêm trong họ Crambidae.